# Небојша Тодоровић
Небојша Тодоровић (2. септембар 1957) је српски музиколог и професор универзитета, рођен 1957. године у Лесковцу. Активно учествује на домаћим и међународним симпозијумима и научним скуповима, држи јавна предавања и бави се музичком критиком у јавним гласилима и на медијима.

## Образовање
Основну школу и нижу музичку школу „Станислав Бинички“ завршио је у родном месту. Гимназију „Бора Станковић“ и средњу музичку школу „Др Војислав Вучковић“ похађао је у Нишу, а завршио у Загребу, у школи „Ватрослав Лисински“.
Дипломирао је на Одсеку за музикологију и глазбену публицистику, на Музичкој академији у Загребу, 1980. године. Магистрирао је на Факултету уметности у Приштини, у класи професора и диригента Јована Шајновића. Докторирао 2016. године на Универзитету Слобомир П у Бијељини под менторством академика Светислава Божића, одбранивши дисертацију под називом "Структура сонатног облика и сонатног циклуса у сонатама за инструменте са диркама В. А. Моцарта".

## Педагошка каријера
Од 1980. године предаје групу теоретских предмета у Средњој музичкој школи „Станислав Бинички“ у Лесковцу. Оснивањем Више музичке школе у Нишу, постављен је за предавача на предмету Хармонија, који је предавао у периоду од 1988. до 1991. године, а од 1992 до 1997. године предаје и предмете Историја музике и Музички облици.
Године 1995. бива изабран у звање доцента на Факултету уметности у Приштини, за наставне предмете Анализа музичких дела и Музички облици, а школске 2000/01. године у звање ванредног професора за исте наставне предмете. У звање редовног професора Факултета уметности Приштина – Звечан, Универзитета у Приштини, за предмет Музички облици, изабран је школске 2004/05. године. Школске 1997/98. године постављен је за шефа Катедре за композицију, дириговање и општу музичку педагогију Факултета уметности у Приштини. Године 2006. прелази на Факултет уметности у Нишу, где је изабран у звање редовног професора за предмет Анализа музичког дела. Предаје и предмете Историја пијанизма и Познавање клавирске литературе. Шеф је Катедре за општу музичку педагогију.

## Радови објављени у зборницима радова
- Обраде народних мелодија и њихово место у вокалном опусу Милоја Милојевића,Симпозијум Милоје Милојевић, композитор и музиколог. Зборник радова са научног скупа одржаног поводом стогодишњице уметниковог рођења, Београд: Удружење композитора Србије, 1986, 109-120.
- Гозба на Ливади оп.59 у контексту касних вокалних циклуса Милоја Милојевића, Музиколошки институт САНУ, Зборник радова са Симпозијума, Београд, 1996, 79-97.
- Три песме Антуна Добронића за ситно грло и клавир, на основу пучких народних мелодија,Владо Милошевић: етномузиколог, композитор и педагог – Традиција као инспирација (зборник радова), Бања Лука: Академија умјетности Универзитета у Бањој Луци, Музиколошко друштво Републике Српске, 2010, 363–374.
- НАЦИОНАЛНИ СТИЛ У СРПСКОЈ МУЗИЦИ 20.ВЕКА - 30 ГОДИНА ОД СМРТИ КОМПОЗИТОРА ДРАГОЈА ЂЕНАДЕРА, ЖИВОТ И ДЕЛО ДРАГОЈА ЂЕНАДЕРА - Традиција као инспирација (зборник радова у штампи), Бања Лука: Академија умјетности Универзитета у Бањој Луци, Музиколошко друштво Републике Српске.

## Саопштења на научним скуповима и симпозијумима
- Стеван Ст. Мокрањац, Две песме из XVI века - аналитичка студија, Симпозијум музиколога и етномузуколога Мокрањчеви дани, Неготин, 1997.
- О утицају народне музике на уметничку музику, са посебним освртом на ствавралаштво Стевана Ст. Мокрањца, Симпозијум Института за фолклор Бугарске академије наука, Стара Загора, Република Бугарска, 1998.
- Музички језик станислава Биничког у његовим соло - песмама, I Симпозијум посвећен животу и ствралаштву Станислава Биничког поводом Прославе 50 година музичке школе “Станислав Бинички” у Лесковцу, Лесковац, 1999.
- Заборављени српски композитор Драгоје Ђенадер,Међународни научни скуп за српски језик и књижевност и уметност, 29‒30.10. 2010, Крагујевац.
- Музички језик Марка Тајчевића, Симпозијум посвећен животу и стваралаштву Марка Тајчевића, Музиколошки институт САНУ, Београд, 2001.
- Рана клавирска музика Дејана Деспића, Осми годишњи скуп Катедре за Музичку теорију, 14‒16. 10. 2010, Свечана сала Ректората Универзитета уметности, Београд, 2010.
- Вагнер и музика Модерне,Научни скуп о животу и стваралаштву Рихарда Вагнера, Матица Српска, Нови Сад, 2004.
- Клавирска музика Исидора Бајића - између европског романтизма и српског народног духа, Симпозијум Факултет уметности у Нишу, Ниш 2015.

## Јавна предавања
- Предавање - концерт: Српска соло-песма 20 века, Концертна сала Музичке школе у Нишу, Ниш, 2006.Гости: Виолета Панчетовић, сопран и Ана Аћимовић, клавирска сарадња.
- Предавање - концерт: Југословенска соло-песмапрве половине 20.века, поводом 30 година музиколошког и педагошког рада. Свечана сала Скупштине града Лесковца, Лесковац, 2011. Гости: Катарина Симоновић Иванковић, сопран и Марија Динов-Васић, клавирска сарадња.
- Предавање - концерт: Југословенска соло-песма преве половине 20.века, поводом 30 година музиколошког и педагошког рада. Велика сала Факултета уметности у Нишу. Ниш, 2011. Гости: Катарина Симоновић-Иванковић сопран, Марија Динов-Васић, клавирска сарадња.
- Српска музика Модерне, Предавање на Универзитету у Нишу, Ниш, 2002.
- Цикус предавања: 5 двочасновиних емисија на Другом програму Радио Београда, посвећених развоју уметности пијанизма у Европи и Југославији. Посебна емисија је била посвећена животу и раду пијанисте и педагога Светислава Станчића. Београд, 2005. година.
- Предавање: Александар Николајевич Скрајабин и музички симболизам на крају 19. и почетку 20.столећа, Piano summer 2015, Врање, 2015.

## Рецензије
- Владимир Мутавџић, Антологија српских народних плесова, Ниш,2004.
- Снежана Видојковић Стојиљковић, Tune your English – udžbenik engleskog jezika za student muzike, Ниш, 2008.
- Марко Јеленић, Теорија музике за музичке школе, Алексинац, 2007.
- Данијела Здравић Михаиловић, Јелена Василакис, Приручник за анализу једноставних облика, Ниш, 2014.
- Честмир Душек, Музички /Глазбени рјечник, Тузла, Босна и Херцеговина, 2014.
- Radomir D. Đorđević, Sociologija мuzike, Kosovska Mitrovica-Niš, 2016.

## Објављене публикације
- Todorović, Nebojša (2007). Клавирске сонате Волфганга Амадеуса Моцарта. монографија, Пунта Ниш. ISBN 978-86-85227-77-6.
- Sonja Marinković, Nebojša Todorović (2016). Dirigent Vladimir Kranjčević. Kulturni centar, Niš. ISBN 978-86-6101-130-6.

## Уметничка делатност
- Свечано отварање Фестивала Ледамус 2015. Концерт оркестра Аморосо. Солисти: Јован Богосављевић, Марија Рајковић, виолине. Диригент: Небојша Тодоровић. Програм: Хендл, Вивалди, Бах, Тартини.

## Ауторска музичка критика
- Дневне новине Народне новине из Ниша, музичке критике од 1995. до данас.
- Дневне новине Политика, Вечерње новости и Политика Експрес из Београда, Јединство из Приштине, Наша реч из Лесковца, Побједа из Подгорице и Новине Врањске из Врања - периодичне музичке критике.
- Међународни Фестивал камерне музике, Никшић, 2007. ‒ званични музички критичар. Критике објављене у дневном листу Побједа из Подгорице.
- Међународни Фестивал камерне музике, Нишић, 2009. ‒ званични музички критичар. Критике у дневном листу Побједа из Подгорице.

## Чланство у уметничким саветима
- Уметнички директор и селектор 24. интернационалних хорских свечаности у Нишу, 2012. године.
- Уметнички директор и селектор 25. интернационалних хорских свечаности у Нишу, 2014. године.
- Уметнички директор и селектор 26. интернационалних хорских свечаностиу Нишу, 2016. године.
- Уметнички директор и селектор Нишких музичких свечаности НИМУС, Ниш, 1996. године.
- Члан Уметничког Савета Фестивала Ледамус у Лесковцу, од 2012. године до данас.
- Члан Уметничког савета Дани др Мире Ивановић, од 2012. године до данас.

## Награде и признања
- Захвалница 4. смотре стваралаштва српских композитора, за дугогодишњу сарадњу и допринос развоју смотре стваралаштва српских композитора, Школа за основно музичко образовање у Убу, 2014. године.